# Cislău
Cislău is een Roemeense gemeente in het district Buzău.

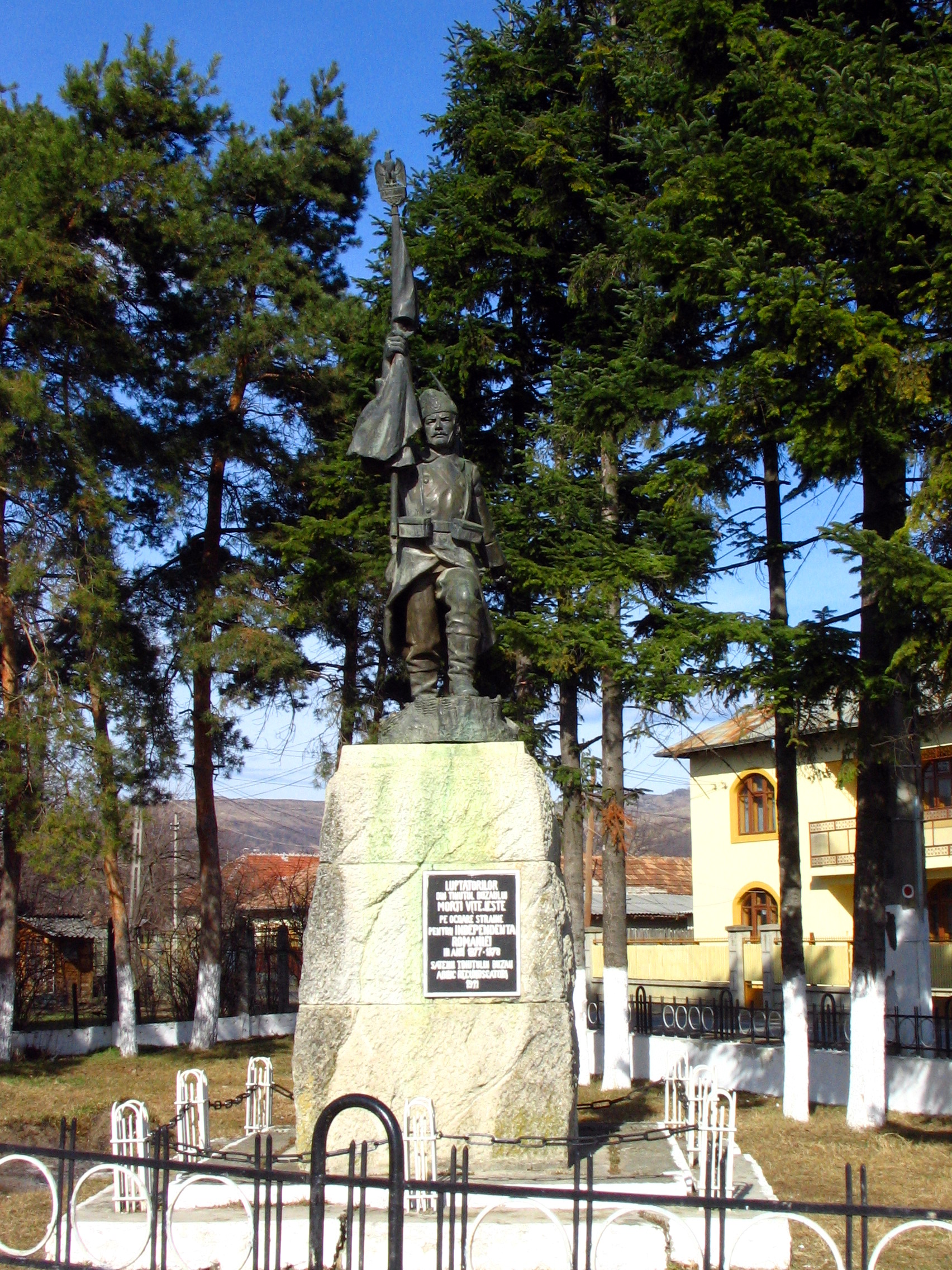
Monument voor de Roemeense onafhankelijkheidsoorlog

Cislău telt 5131 inwoners.